# Sal de Bechgaard

Tetratiafulvaleno (TTF), centro típico en superconductores orgánicos

Una sal de Bechgaard es cualquiera de una serie de complejos orgánicos de transferencia de carga que presentan superconductividad a bajas temperaturas. Llevan el nombre del químico danés Klaus Bechgaard, que fue uno de los primeros científicos en sintetizar estas sales y demostrar su superconductividad con la ayuda del físico Denis Jérôme.
Son extremadamente superconductoras a baja temperatura, y pierden la superconductividad por encima de temperaturas de 1-2 K, aunque el compuesto de más éxito de esta clase superconduce hasta casi 12 K.
Todas las sales de Bechgaard se forman utilizando una  molécula orgánica pequeña, plana como un  donador de electrones, con cualquiera de un número de aceptores de electrones tales como perclorato (ClO4) o tetracianoetileno (TCNE). Todos los donantes de electrones orgánicos contienen heterociclos conjugados que se multiplican con una serie de propiedades, incluyendo planaridad, bajo potencial de ionización y buen solapamiento orbital entre heteroátomos de moléculas donantes. 
Asimismo, tienen una variación de un único tetratiafulvaleno. Se han hecho diferentes superconductores usando un centro de tetraselenafulvaleno (que es un compuesto relacionado), pero todos tienen esta similitud estructural general.
Hay una amplia gama de otros superconductores orgánicos incluyendo muchos otros complejos de transferencia de carga.